# 澤村宗十郎 (2代目)
二代目 澤村宗十郎（にだいめ さわむら そうじゅうろう、正徳3年〈1713年〉 - 明和7年8月30日〈1770年10月18日〉）とは、江戸時代中期の歌舞伎役者。俳名は訥子・亀音・曙山、屋号は紀伊國屋。

## 来歴
はじめ若女形の富澤門太郎の門下として富澤長之助と名乗り、享保17年（1732年）11月に京都嵐小六座で色子として出る。翌年江戸に下り、同年11月中村座に竹中哥川と改名して出演。元文2年（1737年）滝中哥川と改名し若女形、さらに寛保2年（1742年）11月に元服して立役に転じ、歌川四郎五郎と名乗り舞台に立った。
寛延2年（1749年）、初代澤村宗十郎の養子となり二代目澤村宗十郎を襲名、その後実悪に転じ宝暦13年（1763年）の評判記には実悪部で上上吉となって評価を上げる。明和のころには再び立役に転じ、明和6年（1769年）の評判記には上上吉となる。翌年には最高位惣巻軸まで昇りつめたが、京都で『双蝶々曲輪日記』の南与兵衛など演じたのが最後の舞台となった。享年58。
当り役は曽我物の曽我十郎、『小野道風青柳硯』の小野道風など。容貌に優れ品格があり、実悪を本領としたが、和事、実事にも優れた。実子に二代目助高屋高助、三代目澤村宗十郎がいる。